# Економіка Панами

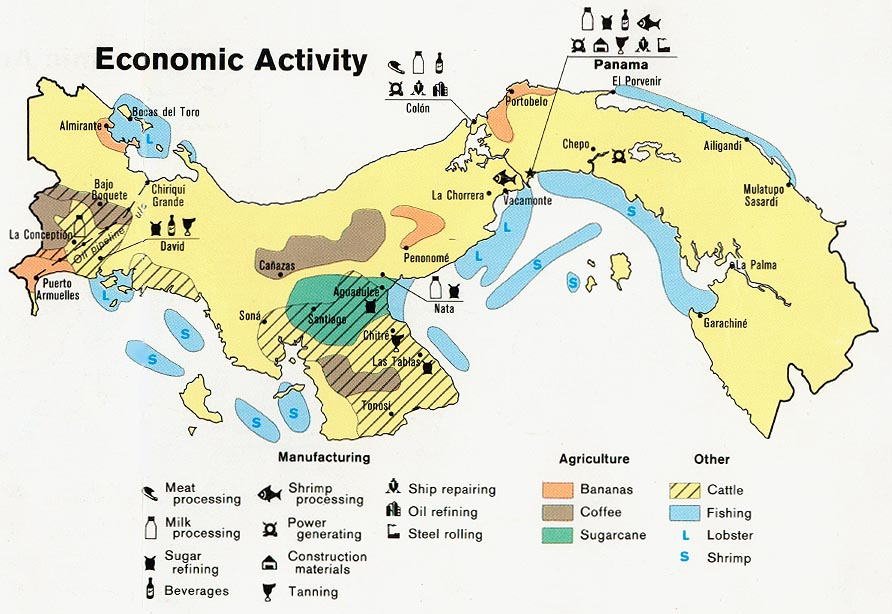
Економічна активність у Панамі, 1981

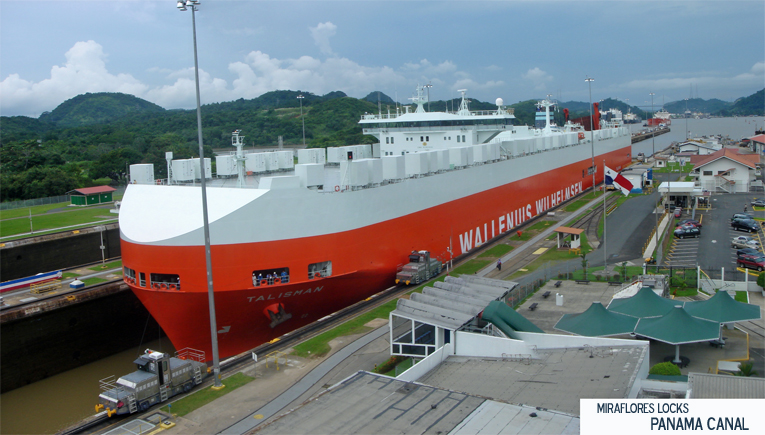
Панамський канал

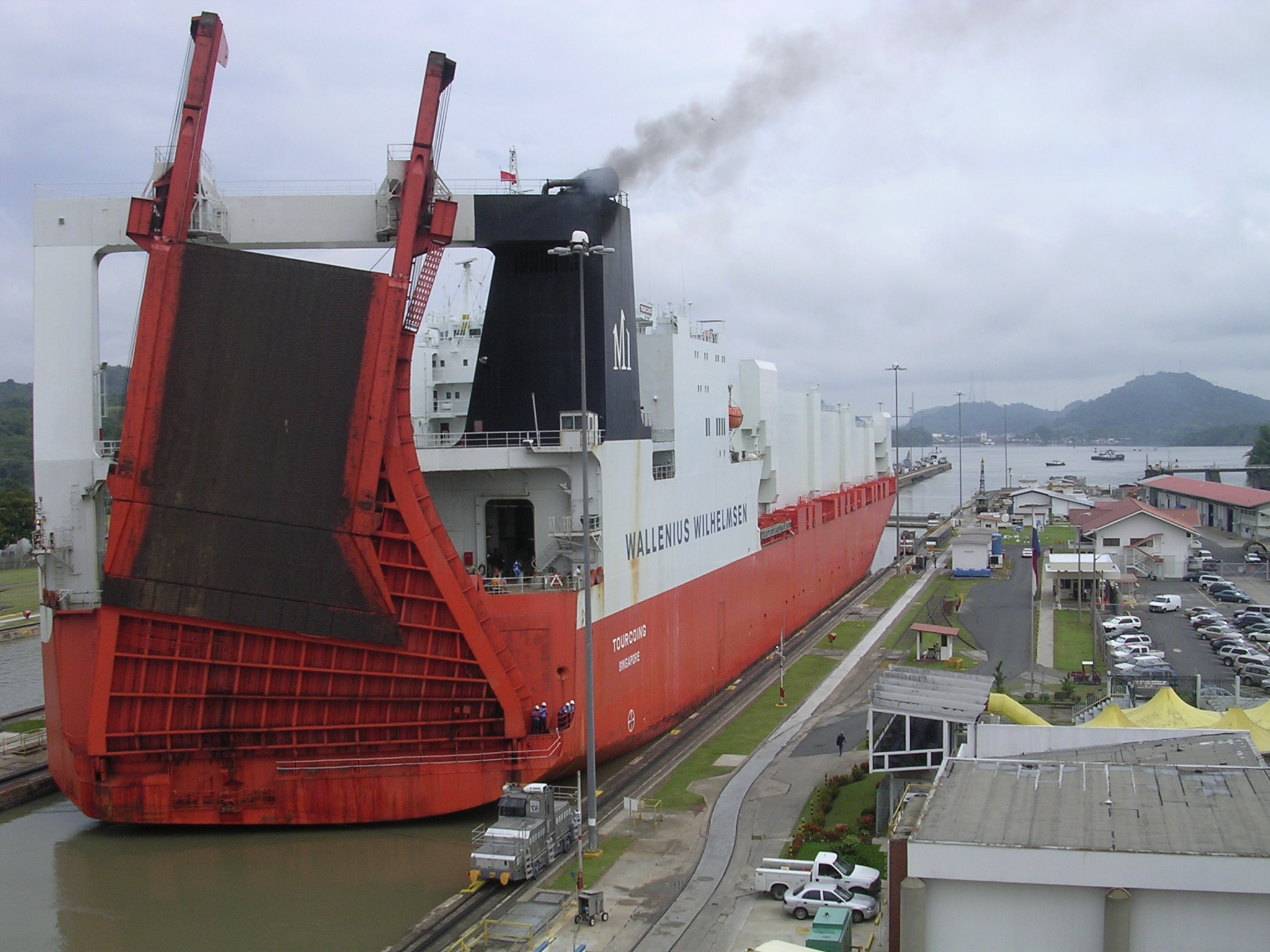
Прохід судна через шлюз Мірафлорес

Панама знаходиться на перехресті світових морських комунікацій, один з найбільших міжнародних торгово-фінансових центрів. Основні галузі промисловості: конструкційних матеріалів, нафтопереробна, рибна, цементна. П. — велика транзитна країна, що обумовлено г.ч. Панамським каналом. Транспорт г.ч. автомобільний, морський, повітряний. У країні є 115 аеродромів. Сучасний аеропорт в місті Панама є теж важливим транзитним пунктом, що зв'язує Північну і Південну Америку.
За даними [Index of Economic Freedom, The Heritage Foundation, U.S.A. 2001]: ВВП — $ 8,8 млрд (понад 60 % — за рахунок транзитних транспортних операцій). Темп зростання ВВП — 4,1 %. ВВП на душу населення — $ 3200. Прямі закордонні інвестиції — $ 1,2 млрд. Імпорт — $ 4 млрд (г.ч. США — 39,7 %; Японія — 9 %; Мексика — 4,9 %). Експорт — $ 3 млрд (г.ч. США — 39,0 %; Швеція — 7 %; Коста-Рика — 6,6 %; Іспанія — 5,4 %; Бенілюкс — 4,3 %). Витрати Панами на імпорт завжди перевищували прибутки від експорту. Панама ввозить сиру нафту, транспортні засоби і іншу промислову продукцію. Основні статті експорту — банани, креветки, цукор-сирець і нафтопродукти.
У 1996 внутрішній валовий продукт Панами становив 14 млрд дол. або 5300 дол. в перерахунку на душу населення. Це найвищий показник серед країн Центральної Америки. Протягом 1970-х ВВП Панами щорічно збільшувався приблизно на 6 %, за винятком періоду 1972—1976. У 1980—1986 щорічне економічне зростання становило 2,7 %, що загалом відповідало приросту населення країни. До 1996 цей показник знизився до 1,5 %, але потім зріс до 4,1 % в 2000 р. В країні наприкінці XX ст. високий рівень безробіття — 15 % працездатного населення. Головна причина економічних ускладнень Панами складається в необхідності виплачувати високі проценти по зовнішніх боргах.
Економіка Панами орієнтована переважно на обслуговування міжнародного транзиту. Така орієнтація визначилася ще в ранній колоніальний період, коли місцеві жителі забезпечували продовольством і товарами експедиції конкістадорів і потоки колоністів, що перетинали перешийок. Через Панаму перевозилося перуанське золото і срібло в Іспанію і каліфорнійське золото в Нью-Йорк. Після будівництва Панамського каналу центром економічного розвитку країни стала зона каналу, що знаходилася під контролем США. Однак до 1979 Панама отримувала дуже незначну частку прибутків, оскільки зона каналу жила головним чином за рахунок безмитних товарів, імпортованих з США, а панамські громадяни працювали в зоні на низькооплачуваних роботах. Нові угоди між США і Панамою, підписані в 1977, що набули чинності в 1979, передбачали ліквідацію північноамериканського анклаву (зони каналу) і значне збільшення прибутків Панами.
Починаючи з 1950-х років з ініціативи уряду Панама стала розширювати сферу своїх послуг. У 1953 в портовому м. Колон була створена зона вільної торгівлі, де іноземні компанії могли безмитно користуватися складами для транзитних вантажів і іншого роду послугами. До початку 1980-х років Колон перетворився в одну з найбільших зон вільної торгівлі, поступаючись лише Гонконгу, і став другим за значенням джерелом прибутків Панами. Тут займалися підприємницькою діяльністю понад 350 фірм, переважно північноамериканських. Завдяки прийнятому в 1970 новому пакету законів про банківську діяльність до початку 1980-х років Панама стала шостим за величиною світовим фінансовим центром світу.
Міста Панама і Колон, що стали центрами обслуговування міжнародного транзиту, поглинають половину всієї робочої сили країни і дають 2/3 ВВП. У місті Панама зосереджена обробна промисловість. З середини 1970-х років панамський уряд заохочує розвиток національної індустрії; в 1976 для залучення приватних інвестицій в промисловість була заснована фінансова корпорація. Однак, незважаючи на всі заходи, до 1995 промислова продукція Панами не перевищувала 16 % ВВП. У сільському господарстві зайнято 28 % працездатного населення, воно створює 10 % ВВП. Селяни вирощують для власного споживання рис, кукурудзу, цукрову тростину, боби і банани. Важливу роль в економіці Панами відіграє рибальство. Креветки складають другу за прибутками статтю панамського експорту. Панама володіє багатими запасами деревини, але лісозаготівлі ведуться тільки вздовж транспортних річкових шляхів (червоне дерево і кедр). Завдяки теплому клімату і родючій землі панамські селяни вирощують достатньо продовольства щоби в основному забезпечити потреби країни .
Поряд з харчовою і легкою промисловістю розвивається нафтопереробна, гірнича і хімічна галузі. У державному володінні знаходяться невеликий сталеливарний завод, цементний завод і чотири заводи по переробці цукрової тростини.
1983 року Панама отримала 56 % енергії за рахунок імпортованої нафти, 27 % — деревини, 11 % — гідроелектростанцій і 6 % — макухи цукрової тростини. До 1976 року енергетика країни повністю залежала від імпорту нафтопродуктів; але вже до 1979 дві п'ятих всієї електроенергії вироблялося на власних ГЕС. У 1991 Панама продукувала 2,8 млрд кВт·год електроенергії.

## Азартні ігри
Азартні ігри в Панамі є легальними. Завдяки розвиненій інфраструктурі, місцевій банківській та державній підтримці без будь-яких ринкових обмежень, Панама стала популярним місцем для роботи та ліцензування онлайн-казино. Панама видає ліцензії на організацію онлайн-казино з жовтня 2002 року. Всі компанії з такою ліцензією повинні діяти в рамках Закону про онлайн-ігри 2002 року.